# تشاك ويلسون
تشاك ويلسون (بالإنجليزية: Chuck Wilson)‏ هو منافس ألعاب قوى أمريكي، ولد في 5 يونيو 1968.

## وصلات خارجية
- تشاك ويلسون على موقع الاتحاد الدولي لألعاب القوى (الإنجليزية)